# Valea Doftanei
Valea Doftanei é uma comuna romena localizada no distrito de Prahova, na região de Muntênia. A comuna possui uma área de 280.00 km² e sua população era de 6850 habitantes segundo o censo de 2007.